# Vitamin
Vitamin és un manga shojo creat per Keiko Suenobu que tracta sobre l'assetjament escolar.

## Argument
Quan la Sawako, una noia de quinze anys, és sorpresa mantenint relacions sexuals a classe per un company, comença una campanya d'assetjament escolar per part de les seves antigues amigues i els seus companys que la porta a patir una depressió. El seu tutor no li dona importància i l'insta a centrar-se en els seus estudis, igual que al principi la seva mare, preocupada per l'ingrés a batxillerat. Sawako rep vexacions, agressions i insults que la fan tancar a casa i caure en la bulímia. El seu xicot, que l'ha obligat a mantenir relacions, després l'abandona i nega l'episodi.
La seva família permet que estigui a la seva habitació perquè ella promet estudiat des d'allà per als exàmens finals, però en realitat està dibuixant mangues, la seva única vitamina vital (d'aquí el títol). Presenta els seus relats a una revista, que l'animen a centrar-se en temes que conegui millor i, per tant, decideix dibuixar la seva pròpia història. A través del còmic, finalment la seva mare l'entén i l'anima a revoltar-se. Ella denuncia el seu cas a inspecció i es presenta amb un nou aspecte a la graduació, per fer front als seus companys.